# Chatham (Nouveau-Brunswick)
Pour les articles homonymes, voir Chatham.
Ne doit pas être confondu avec Paroisse de Chatham.
Chatham est une ancienne municipalité du Nouveau-Brunswick. Elle fut dissoute en 1995, devenant alors un quartier de la cité de Miramichi.

## Toponyme
Chatham fut probablement nommé ainsi vers 1800 par Francis Peabody en l'honneur de William Pitt le Jeune, comte de Chatham (1759-1806), premier ministre du Royaume-Uni. La ville a donné son nom à la paroisse de Chatham.

## Administration
| Période | Période | Identité                 | Étiquette | Qualité          |
| ------- | ------- | ------------------------ | --------- | ---------------- |
| 198?    |         | J. Rupert Bernard        |           |                  |
| 1917    | 1919    | William Bunting Snowball |           | Marchand         |
| 19??    | 19??    | Frederick Tweedie        |           | Industriel       |
|         |         |                          |           |                  |
| 1901    | 1903    | William Bunting Snowball |           | Marchand         |
| 1900    | 1901    | William Stewart Loggie   |           | Homme d'affaires |
|         |         |                          |           |                  |

## Démographie
| 1871  | 1901  | 1911  | 1921  |
| ----- | ----- | ----- | ----- |
| 3 000 | 4 868 | 4 666 | 4 506 |

| 1931  | 1941  | 1951  | 1961  |
| ----- | ----- | ----- | ----- |
| 4 017 | 4 082 | 5 223 | 7 109 |

| 1981  | 1986  | 1991  | - |
| ----- | ----- | ----- | - |
| 6 761 | 6 219 | 6 544 | - |

## Médias
De nombreux journaux furent publiés à Chatham :
- Aquinian : décembre 1935 à 1964
- Chatair : de 1951 à 1967
- Chatham Gazette : du 27 juillet 1910 au 28 juin 1961
- St. Lawrence Advance, renommé en Miramichi Advance : du 6 novembre 1874 au 10 novembre 1904
- Northern Herald : de janvier 1875 à 1881
- Northumberland News : du 30 mai 1979 au 13 mars 1991
- Nugget puis The Commercial : de décembre 1897 au 19 mars 1929
- The Colonial Times and Miramichi Weekly Gazette : du 29 août 1856 à 1865
- The Commercial and The World : du 26 mars 1929 à septembre 1964
- The Mercury, puis The Gleaner and Northumberland Schediasma, puis The Gleaner and Northumberland, Kent and Gloucester Schediasma, puis The Gleaner and Northumberland, Kent, Gloucester and Restigouche Schediasma puis  The Gleaner and Northumberland, Kent, Gloucester and Restigouche Commercial and Agricultural Journal, puis The Gleaner and Counties of Northumberland, Kent, Gloucester, Restigouche, Gaspe, and Bonaventure, puis The Gleaner a Literary, Political, Agricultural, Commercial and General News Journal, puis The Gleaner a Literary, Political and General News Journal : du 21 février 1826 au 17 avril 1880
- The North Star, puis The Star : du 1er septembre 1880 au 23 novembre 1881
- The World : du 18 janvier 1882 au 23 mars 1929
- Weekly World : du 26 janvier 1882 à juillet 1923

## Personnalités

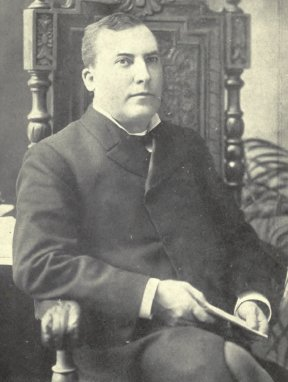
Lemuel John Tweedie

- John Patrick Barry (1892-1946), homme politique
- Oswald Smith Crocket (1868-1920), homme politique
- Bud Jardine (1935-), homme politique
- John Mercer Johnson (1818-1868), homme politique
- Michael Malley (1962-), homme politique
- Greg Malone (1956-), joueur de hockey sur glace
- Jim Malone (1962-), joueur de hockey sur glace
- John Ralston (1964-), acteur
- Jabez Bunting Snowball (1837-1907), ancien lieutenant-gouverneur du Nouveau-Brunswick
- William Bunting Snowball (1865-1925), homme politique
- Frederick Tweedie (1877-1943), homme politique
- Lemuel John Tweedie (1849-1917), ancien premier ministre du Nouveau-Brunswick